# 246 (число)
246 (Дві́сті со́рок шість) — натуральне число між 245 та 247.
- 246 день в році — 3 вересня (у високосний рік 2 вересня).

## В інших галузях
- 246 рік;
- 246 до н. е.
- 246 км² — площа Мальти.
- В Юнікоді 00F616 — код для символу «o» (Latin Small Letter O With Diaeresis).